# 薩爾加迪尼奧 (伯南布哥州)

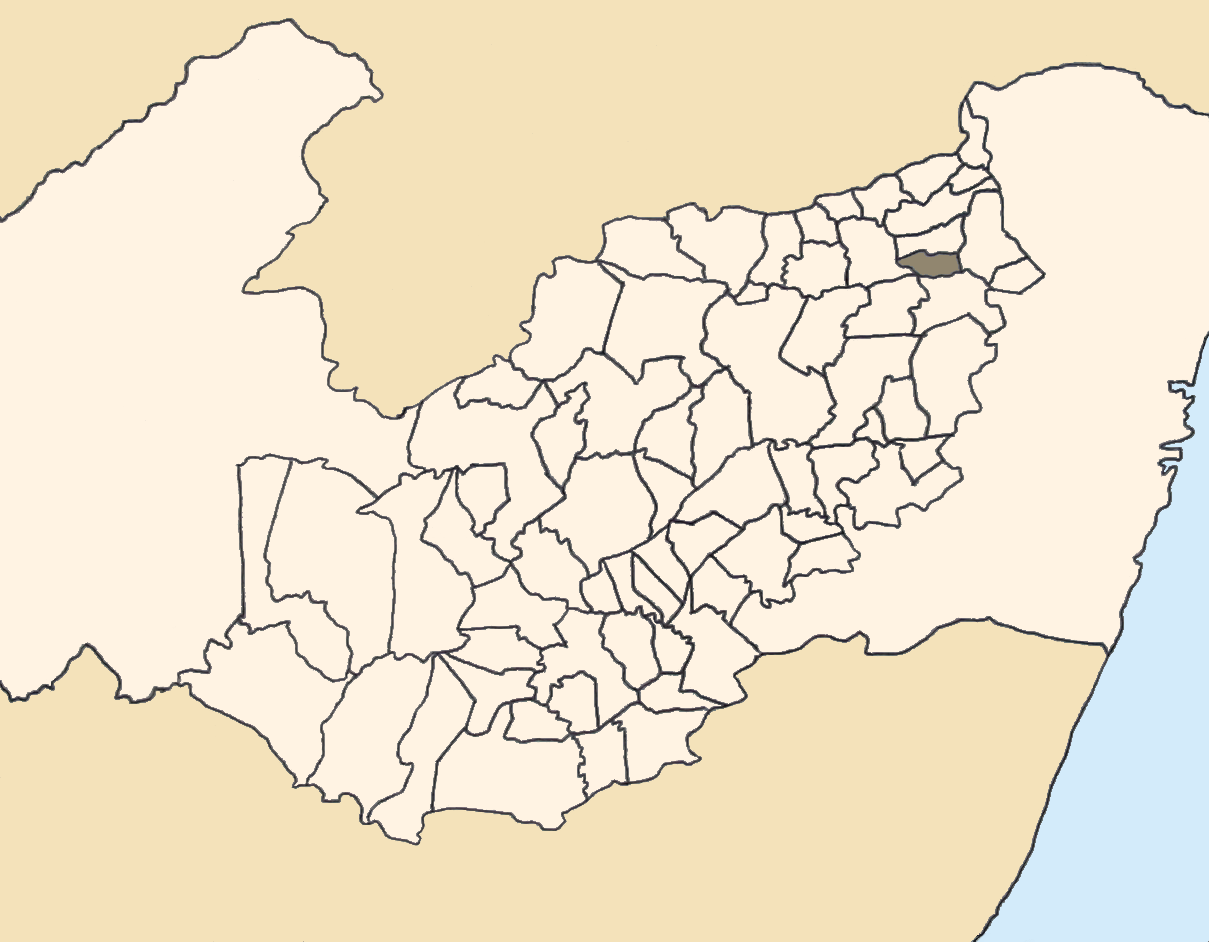

薩爾加迪尼奧（葡萄牙語：Salgadinho），是巴西的城鎮，位於該國東北部，由伯南布哥州負責管轄，始建於1963年，面積88.8平方公里，海拔高度232米，2014年人口10,252，人口密度每平方公里115.43人。
7°56′09″S 35°37′58″W / 7.93583°S 35.6328°W